# Ostrhauderfehn
Ostrhauderfehn település Németországban, azon belül Alsó-Szászország tartományban. Lakosainak száma 11 811 fő (2023. december 31.). Ostrhauderfehn Rhauderfehn és Detern községekkel határos.

## Népesség
A település népességének változása:
| Lakosok száma | 11 086 | 11 198 | 11 289 | 11 458 | 11 622 | 11 811 |
|               | 2016   | 2017   | 2019   | 2021   | 2022   | 2023   |